# مجد الدين غزال
مجد الدين غزال (من مواليد 21 أبريل 1987) هو لاعب قفز عالي سوري.  يستخدم أسلوب Fosbury Flop، ويقفز بالاستناد على ساقه اليسرى، وكان حامل العلم الوطني السوري في أولمبياد صيف 2012 وفي أولمبياد صيف 2016. في منافسات الوثب العالي للرجال في عام 2012، احتل المرتبة 28 ولم يصل إلى النهائي. تأهل للنهائيات وحصل على المركز السابع في عام 2016. 

## مسار مهني
في بطولة العالم 2015 التي أقيمت في استاد بكين الأوليمبي، قفز رقماً قياسياً بلغ 2.29 متر في أول محاولة له في التصفيات في 28 أغسطس، ولكن وضعه في قمة مبكرة وضعه في المركز 15 ، مع تقدم 14 فقط النهائيات. أنهى موسم 2015 في 5 أكتوبر، وفاز بالألعاب العسكرية العالمية التي عقدت في Mungyeong، كوريا الجنوبية، وسجل رقما قياسيا جديدا من Meet & National قدره 2.31m (7 '7 "). 
ثم في 18 مايو 2016 بينما كان ينافس في لقاء التحدي العالمي (IWC) في بكين، الصين، فاز بهذه المسابقة، وبذلك سجل الرقم القياسي الوطني السوري 3 مرات وهو في طريقه إلى قفزة رائدة على مستوى العالم تبلغ 2.36 متر ( 7 '8-3 / 4 ").
في ملعب عش الطائر، غزل غزال البالغ من العمر 29 عامًا على التوالي 2.32 مترًا (المحاولة الأولى) و 2.34 مترًا و 2.36 مترًا (في المحاولة الثانية لكل منهما، مضيفًا ثلاثة سنتيمترات إلى الصدارة العالمية لعام 2016. 
في عام 2017، كان أحد خمسة رياضيين يتدربون في دمشق تدرب مع مضرب النار ورامية القرص هبة عمر.
في 13 أغسطس 2017، فاز غزال بالميدالية البرونزية في بطولة العالم في لندن، المملكة المتحدة مع قفزة 2.29 متر. إنها الميدالية العالمية الثانية لسوريا في التاريخ، بعد غادة شعاع (ذهبية في عام 1995 وبرونزية في عام 1999 تنافس في سباق سباعي ). 

## سجل المنافسة
| العام       | المسابقة                                              | المكان        | المركز      | ملاحظة                                                                          |
| ممثلاً سوريا | ممثلاً سوريا                                           | ممثلاً سوريا   | ممثلاً سوريا | ممثلاً سوريا                                                                     |
| ----------- | ----------------------------------------------------- | ------------- | ----------- | ------------------------------------------------------------------------------- |
| 2007        | البطولة العربية لألعاب القوى                          | عمان          | 3rd         | 2.17 m                                                                          |
| 2007        | بطولة آسيا لألعاب القوى                               | عمان          | 14th        | 2.10 m                                                                          |
| 2007        | دورة الألعاب العربية                                  | القاهرة       | 3rd         | نتائج ألعاب القوى في دورة الألعاب العربية 2007                                  |
| 2008        | بطولة آسيا لألعاب القوى داخل الصالات                  | الدوحة        | 2nd         | 2.21 m                                                                          |
| 2008        | ألعاب القوى في الألعاب الأولمبية الصيفية              | بكين          | 24th (q)    | 2.20 m (=NR)                                                                    |
| 2009        | ألعاب البحر الأبيض المتوسط                            | بسكارا        | 9th         | 2.15 m                                                                          |
| 2009        | بطولة العالم لألعاب القوى                             | برلين         | 28th (q)    | 2.15 m                                                                          |
| 2009        | البطولة العربية لألعاب القوى                          | دمشق          | 2nd         | 2.16 m                                                                          |
| 2009        | دورة الألعاب الآسيوية داخل الصالات                    | هانوي         | 2nd         | 2.22 m (iNR)                                                                    |
| 2009        | بطولة آسيا لألعاب القوى                               | غوانزو        | 8th         | 2.10 m                                                                          |
| 2010        | ألعاب القوى في دورة الألعاب الآسيوية                  | غوانزو        | 13th (q)    | 2.10 m                                                                          |
| 2011        | بطولة آسيا لألعاب القوى                               | كوبه          | 2nd         | 2.28 m (NR)                                                                     |
| 2011        | بطولة العالم لألعاب القوى                             | دايغو         | 23rd (q)    | 2.21 m                                                                          |
| 2011        | البطولة العربية لألعاب القوى                          | العين         | 2nd         | 2.22 m                                                                          |
| 2012        | بطولة آسيا لألعاب القوى داخل الصالات                  | هانغتشو       | 3rd         | 2.24 m (iNR)                                                                    |
| 2012        | بطولة العالم لألعاب القوى داخل الصالات                | إسطنبول       | 12th (q)    | 2.26 m (iNR)                                                                    |
| 2012        | ألعاب القوى في الألعاب الأولمبية الصيفية              | لندن          | 28th (q)    | قفز عالي في الألعاب الأولمبية الصيفية 2012 - رجال                               |
| 2013        | ألعاب البحر الأبيض المتوسط                            | مرسين         | 8th         | 2.18 m                                                                          |
| 2013        | بطولة آسيا لألعاب القوى                               | بونه          | 5th         | 2.21 m                                                                          |
| 2013        | بطولة العالم لألعاب القوى                             | موسكو         | 21st (q)    | 2.22 m                                                                          |
| 2013        | ألعاب التضامن الإسلامي                                | فلمبان        | 2nd         | 2.20 m                                                                          |
| 2014        | بطولة آسيا لألعاب القوى داخل الصالات                  | هانغتشو       | 2nd         | 2.20 m                                                                          |
| 2014        | دورة الألعاب الآسيوية                                 | إنتشون        | 6th         | 2.20 m                                                                          |
| 2015        | بطولة آسيا لألعاب القوى                               | ووهان         | 7th         | 2.10 m                                                                          |
| 2015        | بطولة العالم لألعاب القوى                             | بكين          | 15th (q)    | 2.29 m (NR)                                                                     |
| 2015        | الألعاب العسكرية العالمية                             | مونغيونغ      | 1st         | 2.31 m (NR)                                                                     |
| 2016        | بطولة آسيا لألعاب القوى داخل الصالات                  | الدوحة        | 2nd         | 2.28 m                                                                          |
| 2016        | ألعاب القوى في الألعاب الأولمبية الصيفية              | ريو دي جانيرو | 7th         | 2.29 m                                                                          |
| 2017        | ألعاب التضامن الإسلامي                                | باكو          | 1st         | 2.28 m                                                                          |
| 2017        | بطولة آسيا لألعاب القوى                               | بوبانسوار     | 3rd         | 2.24 m                                                                          |
| 2017        | بطولة العالم لألعاب القوى                             | لندن          | 3rd         | 2.29 m                                                                          |
| 2017        | بطولة آسيا لألعاب القوى داخل الصالات والفنون القتالية | عشق آباد      | 1st         | ألعاب القوى الداخلية في دورة الألعاب الآسيوية للرياضات القتالية والآسيوية 2017 ‏ |
| 2018        | ألعاب البحر الأبيض المتوسط                            | طراغونة       | 1st         | 2.28 m                                                                          |
| 2018        | دورة الألعاب الآسيوية                                 | جاكرتا        | 3rd         | 2.24 m                                                                          |
| 2019        | بطولة آسيا لألعاب القوى                               | الدوحة        | 1st         | 2.31 m                                                                          |
| 2019        | بطولة العالم لألعاب القوى                             | الدوحة        | 25th (q)    | 2.17 m                                                                          |
| 2021        | الألعاب الأولمبية الصيفية 2020                        | طوكيو         |             |                                                                                 |

## روابط خارجية
- مجد الدين غزال على موقع الاتحاد الدولي لألعاب القوى (الإنجليزية)
- مجد الدين غزال على موقع الدوري الماسي (الإنجليزية)
- مجد الدين غزال على موقع اللجنة الأولمبية الدولية (الإنجليزية)
- مجد الدين غزال على موقع أوليمبيديا (الإنجليزية)